# Mabel Dodge Luhan
Mabel Evans Dodge Sterne Luhan (née Ganson ; 26 février 1879 - 13 août 1962) est une riche protectrice américaine des arts, particulièrement associée à la colonie d'art de Taos (en). 

## Enfance et éducation
Mabel Ganson est la fille de Charles Ganson, un banquier de Buffalo, et de sa femme, Sarah Cook. Elle grandit parmi l'élite sociale de Buffalo, élevée par une nourrice. Elle fréquente l'école épiscopalienne de Saint Margaret pour les filles jusqu'à l'âge de seize ans, puis continue ses études à New York. En 1896, elle se rend en Europe puis va à la finishing school Chevy Chase à Washington, DC. 
Son premier mariage, en 1900 à l'âge de 21 ans, est avec Karl Evans, le fils d'un propriétaire de bateaux à vapeur. Ils se marient en secret puisque Charles Ganson n'approuve pas Evans, puis à nouveau à Trinity Church devant la société de Buffalo. Ils ont un fils, mais Karl meurt dans un accident de chasse deux ans et demi plus tard, la laissant veuve à 23 ans. Au printemps 1904, Adolfo Müller-Ury (en) peint un portrait ovale d'elle en robe de deuil pour sa grand-mère paternelle, Nancy Ganson. Apprenant sa liaison avec un éminent gynécologue de Buffalo, sa famille l'envoie vivre à Paris. En novembre 1904, elle épouse Edwin Dodge, un riche architecte. 
Elle est bisexuelle et décrit ses relations avec des femmes dans son autobiographie Intimate Memories (1933).   
Entre 1905 et 1912, les Dodge vivent près de Florence dans la somptueuse Villa Curonia à Arcetri où Mabel Dodge reçoit des artistes locaux, en plus de Gertrude Stein, son frère Leo, Alice B. Toklas et d'autres visiteurs de Paris, dont André Gide. Elle restaure et embelli l'ancienne villa médicéenne dont les jardins dominent Florence. Elle y organise des fêtes extravagantes pour des invités éclectiques, se mettant en scène dans des robes Renaissance. Une liaison avec son chauffeur la conduit à deux tentatives de suicide, la première en mangeant des figues contenant des éclats de verre, le second au laudanum.

## New York et Provincetown
Au milieu de 1912, les Dodge, en froid, retournent en Amérique où elle devient mécène des arts, tenant un salon hebdomadaire dans son nouvel appartement au 23 Fifth Avenue à Greenwich Village. Des personnalités telles que Carl Van Vechten, Margaret Sanger, Emma Goldman, Charles Demuth, "Big Bill" Haywood, Max Eastman, Lincoln Steffens, Hutchins Hapgood (en), Neith Boyce (en), Walter Lippmann et John Reed s'y rendent souvent. Van Vechten s'inspire de Dodge pour le personnage d'Edith Dale dans son roman Peter Whiffle. 
Elle participe à l'organisation de l'Armory Show en 1913 en publiant et en distribuant sous forme de brochure une œuvre de Gertrude Stein intitulée Portrait de Mabel Dodge à la Villa Curonia. 
Elle part vivre en Europe fin juin 1913, voyageant avec John Reed. À leur arrivée à Paris, où ils ont socialisé avec Stein et Pablo Picasso avant de partir pour la Villa Curonia, où les invités comprenaient Arthur Rubinstein, ils commencent une liaison amoureuse. Le couple est d'abord très heureux, mais des tensions naissent entre eux quand Reed se lasse des soirées mondaines et des riches. Ils reviennent à New York fin septembre 1913. En octobre, Reed est envoyé chroniquer la révolution mexicaine pour le Metropolitan Magazine. Dodge le suit jusqu'à la ville frontalière de Presidio, mais repart après quelques jours seulement. 
Entre 1914 et 1916, elle rejoint les milieux bohèmes de Greenwich Village et Provincetown et, en 1915, elle s'y installe avec le peintre Maurice Sterne (en). Elle y devient rivale de Mary Heaton Vorse dans le cadre des Provincetown Players.  
En 1916, Dodge écrit une chronique régulière pour la Hearst Corporation, déménageant à Finney Farm à Croton. Sterne, qui deviendra plus tard le troisième mari de Dodge, vit dans un chalet derrière la maison principale, tandis que Dodge donne accès au troisième étage de sa maison à Reed, qui a besoin d'un bureau. Dodge et Sterne se marient plus tard dans l'année. 
Pendant cette période, Dodge commence aussi à passer de longues périodes à Santa Barbara, où son ami Lincoln Steffens a de la famille. 

## Taos
En 1917, Dodge, son mari et Elsie Clews Parsons s'installent à Taos, au Nouveau-Mexique, et y fondent une colonie littéraire. Sur les conseils de Tony Lujan, un Amérindien qu'elle épousera en 1923, elle achète un grand domaine. Lujan installe un tipi devant sa maison et joue du tambour devant sa porte pour essayer de l'attirer, au point que Sterne achète un fusil de chasse pour chasser Lujan de la propriété et commence à insulter Dodge, lui reprochant cette relation. En réponse, elle le répudie, continuant cependant à le soutenir financièrement jusqu'au moment de leur divorce quatre ans plus tard. 
D. H. Lawrence accepte une invitation à découvrir Taos, arrivant avec sa femme, Frieda, début septembre 1922. Il a cependant une relation difficile avec son hôtesse. Dodge publie plus tard un mémoire sur la visite intitulé Lorenzo in Taos (1932).   
Au Nouveau-Mexique, Dodge et Lujan hébergent plusieurs artistes et de poètes influents, dont Marsden Hartley, Arnold Ronnebeck, Louise Emerson Ronnebeck, Ansel Adams, Willa Cather, Walter Van Tilburg Clark, Robinson Jeffers et son épouse Una, Florence McClung, Georgia O'Keeffe, Mary Hunter Austin, Mary Foote, Frank Waters, Jaime de Angulo, Aldous Huxley, Ernie O'Malley et d'autres.  
Dodge meurt chez elle à Taos en 1962 et est enterrée au cimetière Kit Carson. Sa maison est désignée monument historique national, fonctionnant comme une auberge historique et un centre de conférence. Natalie Goldberg (en) enseigne fréquemment à Mabel Dodge Luhan House, que Dennis Hopper a achetée après l'avoir remarqué lors du tournage d'Easy Rider .

## Archives
Les archives de  Mabel Dodge Luhan - une collection de lettres, manuscrits, photographies et papiers personnels documentant la vie et les œuvres de Dodge - sont déposées et consultable à la bibliothèque Beinecke de l'Université de Yale. Une partie de la collection est disponible en ligne.    